# Engawa

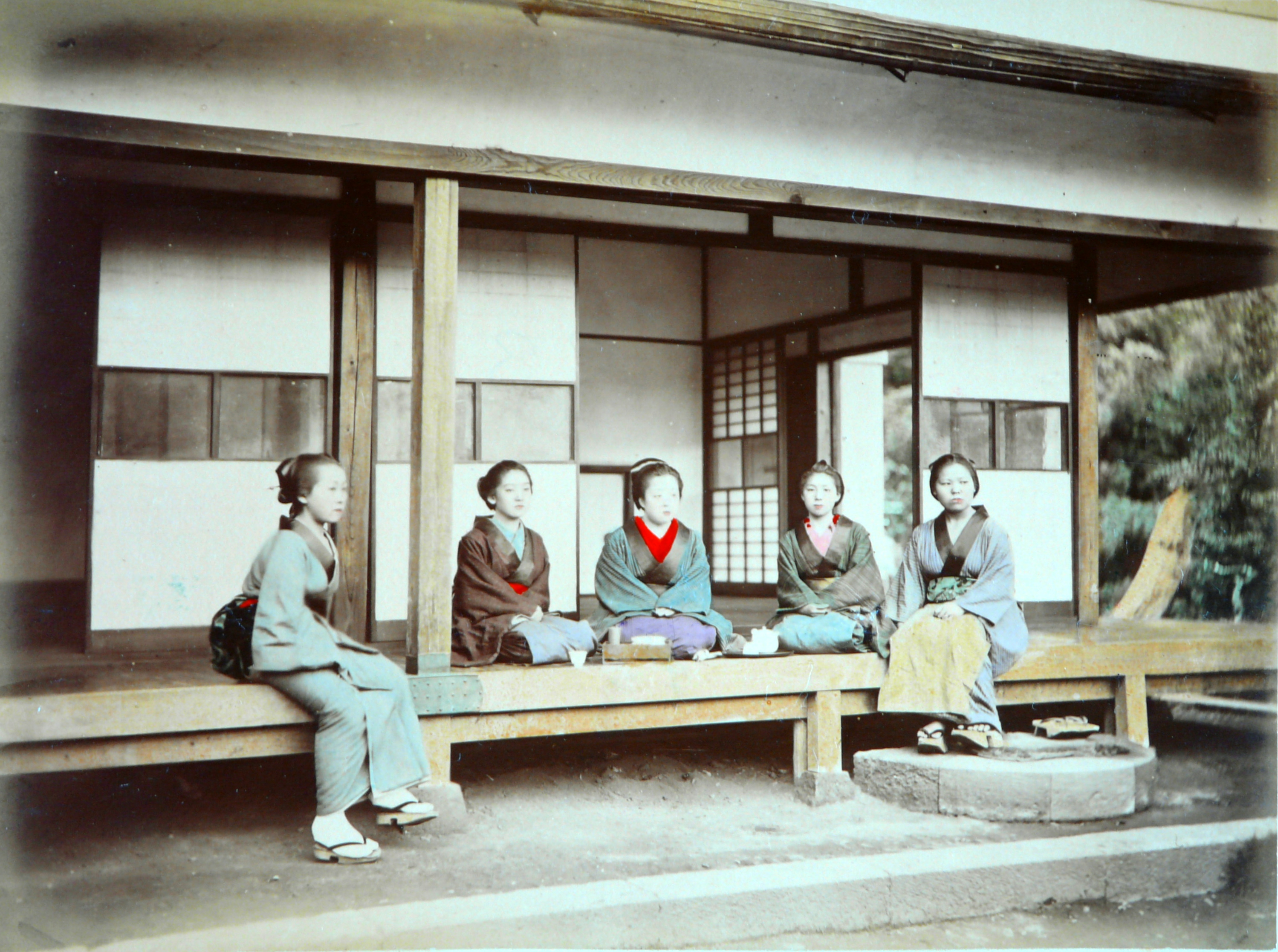
Adolfo Farsari (1841–1898), Kobiety siedzące na engawa (kolorowana fotografia, przed 1886)

Engawa (jap. 縁側, 掾側; lub en 縁) – otwarty korytarz po zewnętrznej stronie tradycyjnych japońskich domów, rodzaj werandy.

## Opis
Tradycyjny dom japoński jest wyposażony w wyjątkową strefę zwaną engawa. Jest to wyłożony deskami rodzaj werandy biegnącej wzdłuż zewnętrznej części domu, w jego części lub wokół. Może być ozdobiona balustradą. 
Engawa zwykle wychodzi na dziedziniec, ogród. Gdy jest ładna pogoda na zewnątrz, można usiąść na niej, relaksując się, jedząc, pijąc, czy czytając książkę. Jest to również miejsce, z którego można oglądać drzewa i rośliny w ogrodzie. Engawa jest częścią domu, która „łączy” jego wnętrze z tym, co na zewnątrz.

## Galeria

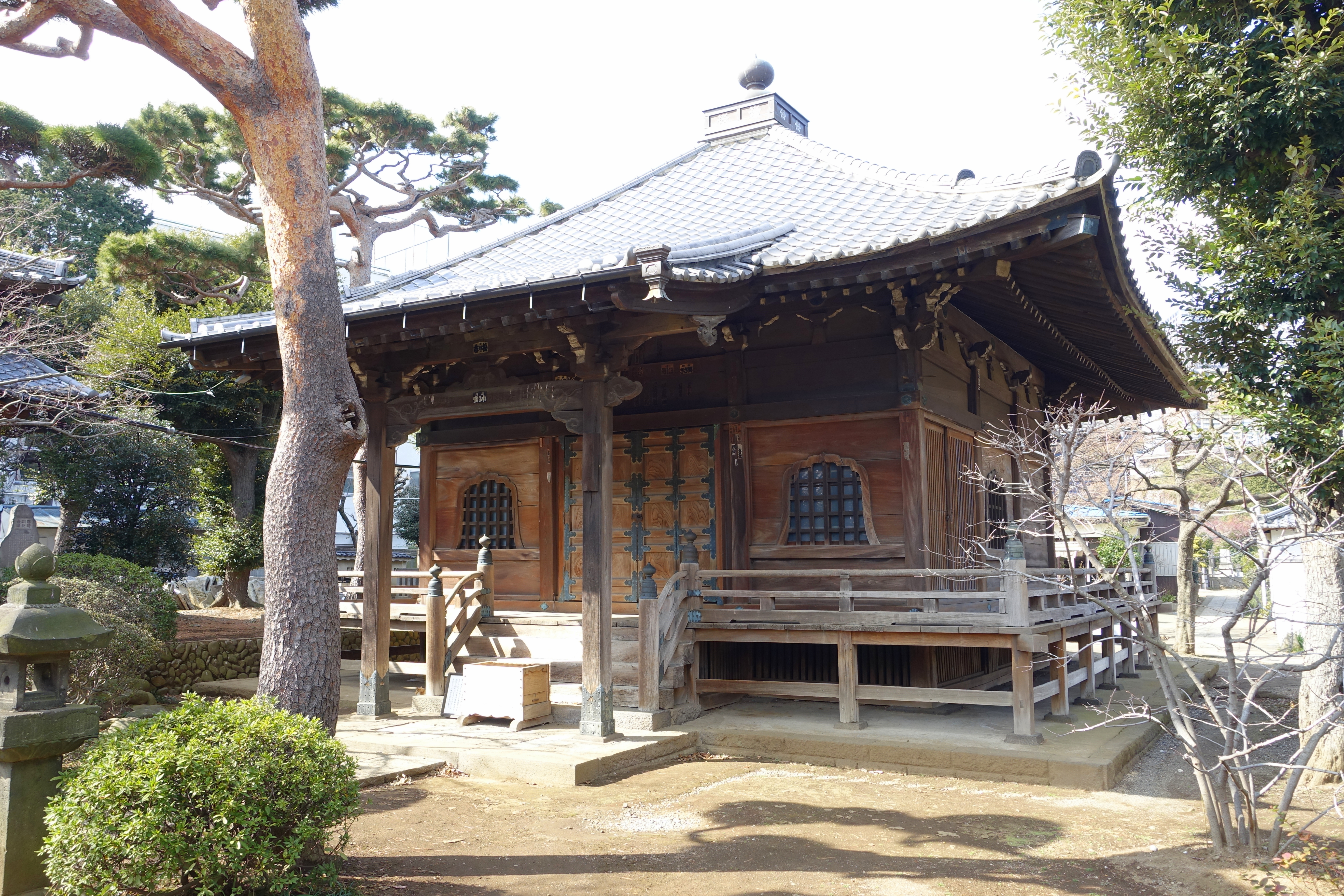
Mawari-en wokół pawilonu Yakushi-dō, Gokoku-ji, Tokio
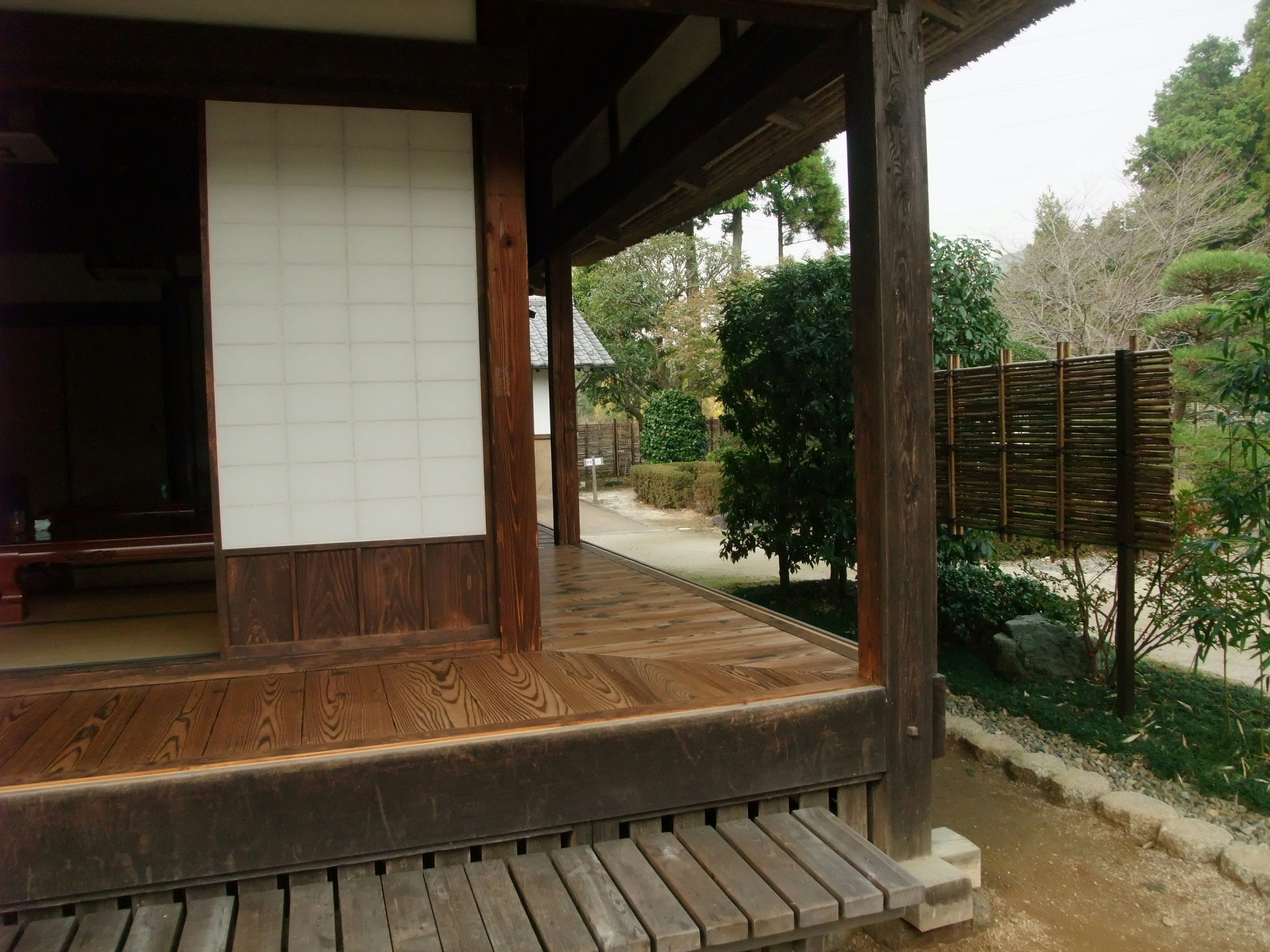
Kirime-en (deski ułożone w poprzek)
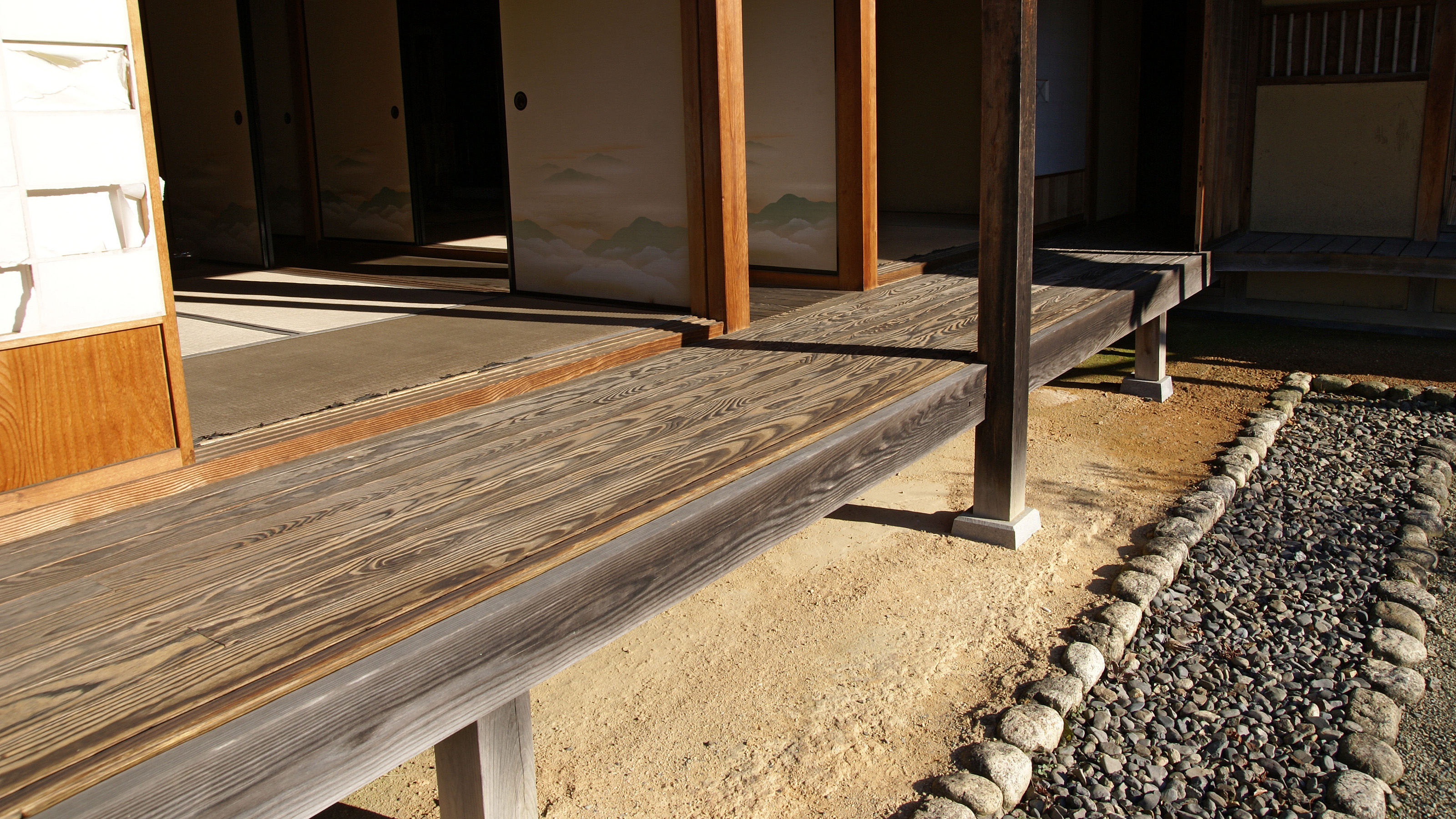
Kure-en (deski biegnące wzdłuż)
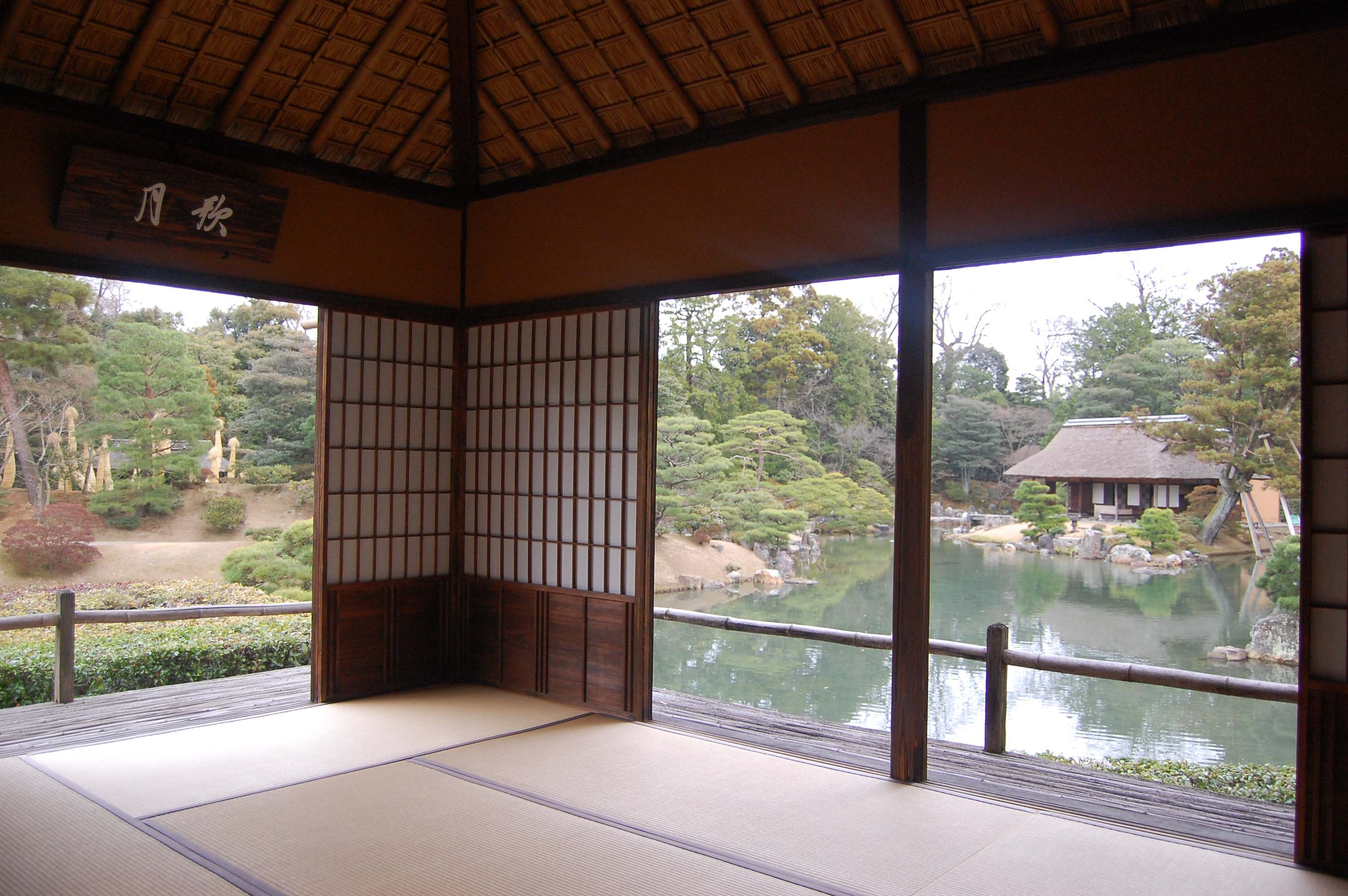
Takesunoko-en w pawilonie herbacianym Geppa-rō, Katsura Imperial Villa